# Adolf Hölzel
Adolf Richard Hölzel (n. 13 mai 1853, Olomouc, Cehia – d. 17 octombrie 1934, Stuttgart, Germania Nazistă) a fost un pictor german. A debutat ca realist, dar mai târziu a devenit un promotor timpuriu al diferite stiluri moderne, precum abstracționismul.

## Biografie
S-a născut la Olmütz. Tatăl său a fost editorul Eduard Hölzel. În 1868, Adolf a absolvit trei ani de ucenicie în tipografie la firma de publicare a hărților FAPerthes din Gotha. Trei ani mai târziu, el și familia sa s-au mutat la Viena, unde în anul următor s-a înscris la Academia de Artă. S-a transferat la Academia de Arte Frumoase din München în 1876, unde a studiat cu Wilhelm von Diez.

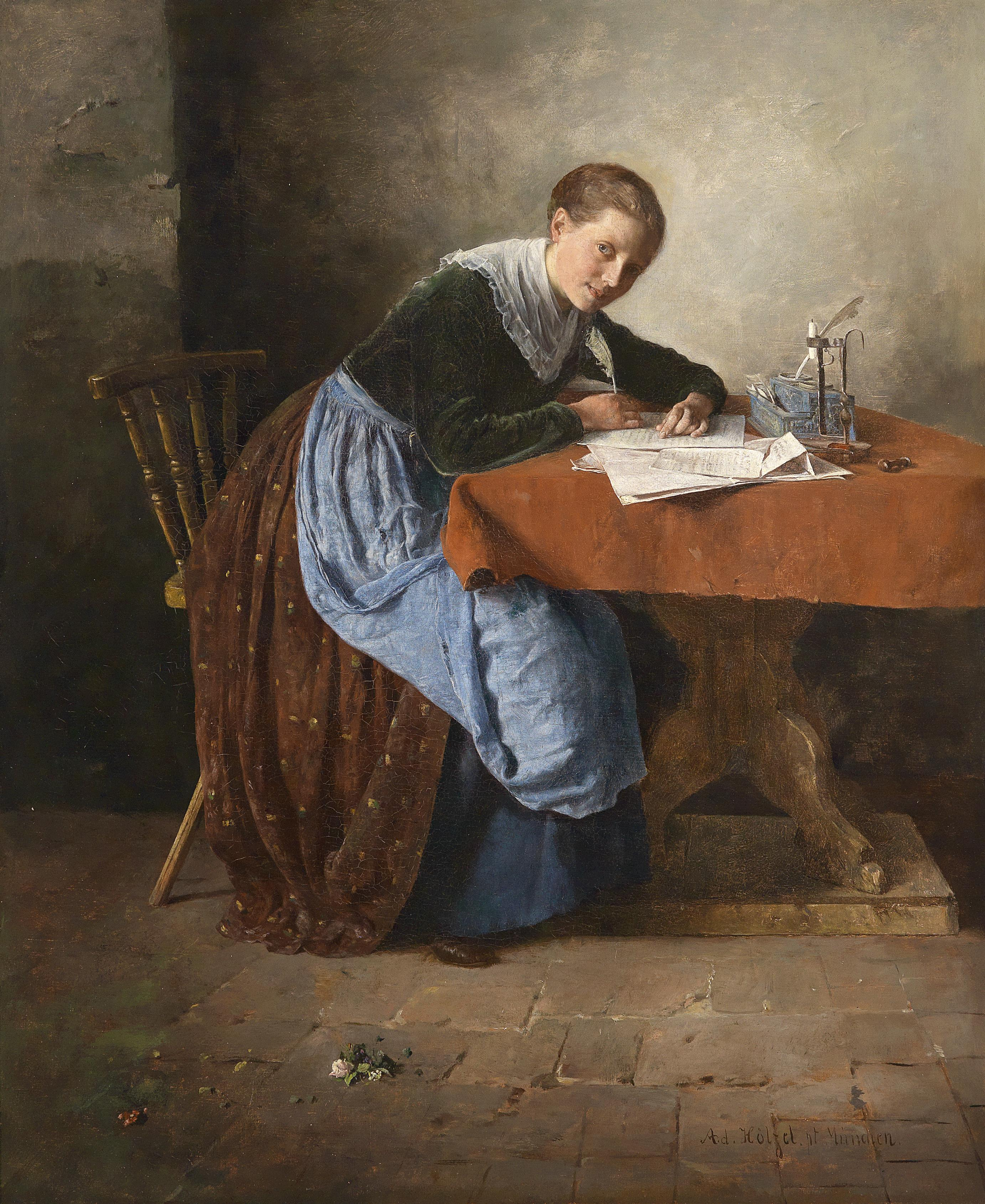
Scrisoare de dragoste – operă timpurie

După terminarea studiilor, Hölzel s-a căsătorit și a locuit în München și Rothenburg ob der Tauber. La München, a făcut cunoștință cu Fritz von Uhde, care i-a făcut o introducere în impresionism. Hölzel, Von Uhde, Ludwig Dill și Arthur Langhammer au pus umărul la înființarea unei școli de artă, Dachauer Malschule, în satul Dachau; noua școală avea să devină elementul-cheie în formarea coloniei de artă de la Dachau. Adolf a trăit acolo din 1888 până în 1905, iar metodele sale de învățare inedite au atras studenți din toată Europa. În 1904, a participat la prima expoziție a Deutscher Künstlerbund.
La Dachau, opera lui Hölzel a început să se îndrepte spre abstracționism, acestac manifestând interes pentru astfel de concepte precum secțiunea de aur și Teoria culorilor a lui Goethe. După ce a studiat teoriile culorilor ale lui Wilhelm von Bezold, și-a dezvoltat propria teorie a culorilor, bazată pe un cerc cu valori „diatonice” și „cromatice” (termeni preluați din muzică). A fost implicat în secesiunea müncheneză și cea vieneză. Eseul său influent „Über Formen und Massenvertheilung” („Despre forme și distribuție în masă”) a fost publicat în revista Ver Sacrum. După ce a părăsit Dachau, mai venea pe aici verile pentru a da lecții particulare.
Din 1905, Hölzel a predat la Academia de Stat a Artelor din Stuttgart. Printre studenții săi s-a dezvoltat așa-numitul „cerc Hölzel”, din care făceau parte Oskar Schlemmer, Willi Baumeister, Max Ackermann, Alf Bayrle și Johannes Itten. Hölzel a promovat încontinuu expozițiile de artă expresionistă și a înființat o școală specială de pictură pentru femei.
Simțindu-se obosit de opoziția continuă venită din partea colegilor săi, Hölzel s-a retras în 1919, dar a continuat să dea lecții private și să lucreze ca pictor independent.
A murit în obscuritate în 1934, la Stuttgart. Cu puțin timp înainte de deces, a scris: „Nu vreau să plictisesc pe nimeni cu moartea mea. Știu cât de puțină lume s-a arătat interesată de creația mea și, prin urmare, de mine.”

## Moștenire

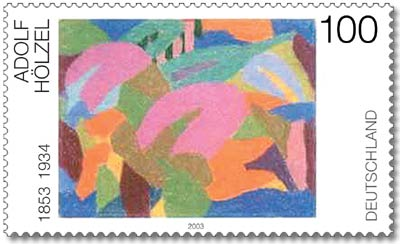
Adolf Hölzel – Compoziție. Timbru german din 2003.

Cea mai mare parte din opera lui Hölzel, precum și 2.290 de notițe personale, unele cu desene, sunt păstrate la Staatsgalerie Stuttgart.
Un colecționar timpuriu al operei lui Hölzel a fost funcționarul Ministerului Culturii din Baden-Württemberg Fritz Kauffmann, care ținea corespondență cu pictorul când acesta era în viață; corespondența a fost publicată în Sammlung Dr. Fritz Kauffmann. O parte din colecția lui Kauffmann a trecut în posesia juristului Hermann-Josef Bunte. Contribuția lui Kauffmann la conservarea operei lui Hölzel a fost apreciată în 2014 prin afișarea numelui acestuia alături de a pictorului la expoziția colecției lui Bunte în Kunsthalle Bielefeld în 2014, intitulată „Fericirea în artă”.
Colecția Fritz Beindorff / Pelikan a fost achiziționată în 1987 de Muzeul de Artă din Stuttgart (Kunstmuseum Stuttgart). O mică parte din lucrările lui Holzel sunt deținute de un colecționar din sudul Germaniei. Opera pictorului a fost celebrată în 2007 printr-o importantă expoziție în incinta Muzeului Leopold din Viena, care a inclus și lucrări împrumutate de la colecționari. O expoziție și mai amplă a fost instalată la Muzeul de Artă din Stuttgart în 2009. În 2017-2018, Muzeul augustinilor din Freiburg a organizat, evocând expoziția „Hölzel și cercul său” din 1916 instalată de Asociația de Artă din Freiburg, o nouă expoziție, intitulată „În laboratorul modernismului: Hölzel și cercul său”, cu scopul de a evidenția carisma și semnificația istorică pe care a avut-o grupul de asociați ai lui Hölzel.
În 2005, a fost fondată organizația non-profit „Adolf Hölzel-Stiftung”, care are scopul de a conserva și promova opera artistului.

## Discipoli
Printre artiștii care au studiat în clasele lui Hölzel se numără:
- Max Ackermann
- Henry Albrecht
- Alf Bayrle
- Hanna Bekker vom Rath
- Willi Baumeister
- Hans Brühlmann
- Felix Bürgers
- Reinhard Caspar
- Gertraude Elisa Caspar
- Adolf Conadam
- Martha Cunz
- Luise Deicher
- Agathe Doposcheg von Schwabenau
- Josef Eberz
- Carl Felber
- Adolf Fleischmann
- Camille Graeser
- Clara Harnack
- Felix Albrecht Harta
- Lily Hildebrandt
- Karl Hils
- Johannes Itten
- Ida Kerkovius
- Maria Langer-Schöller
- Marie Lautenschlager
- Maria Lemmé
- Rudolf Levy
- Valerie May-Hülsmann
- Otto Meyer-Amden
- Louis Moilliet
- Alexander Mohr
- Albert Mueller
- Franz Mutzenbecher
- Richard Neuz
- Emil Nolde
- Olga Oppenheimer
- Alfred Heinrich Pellegrini
- Carl Olaf Petersen
- Leo Putz
- Ernst Rebmann
- Ida Roessler
- Oskar Schlemmer
- Hermann Stenner
- William Straube
- Amanda Tröndle-Engel
- Emmy Walther
- Alfred Wickenburg
- Paula Wimmer
- Emmy Wollner

## Operă (selecție)

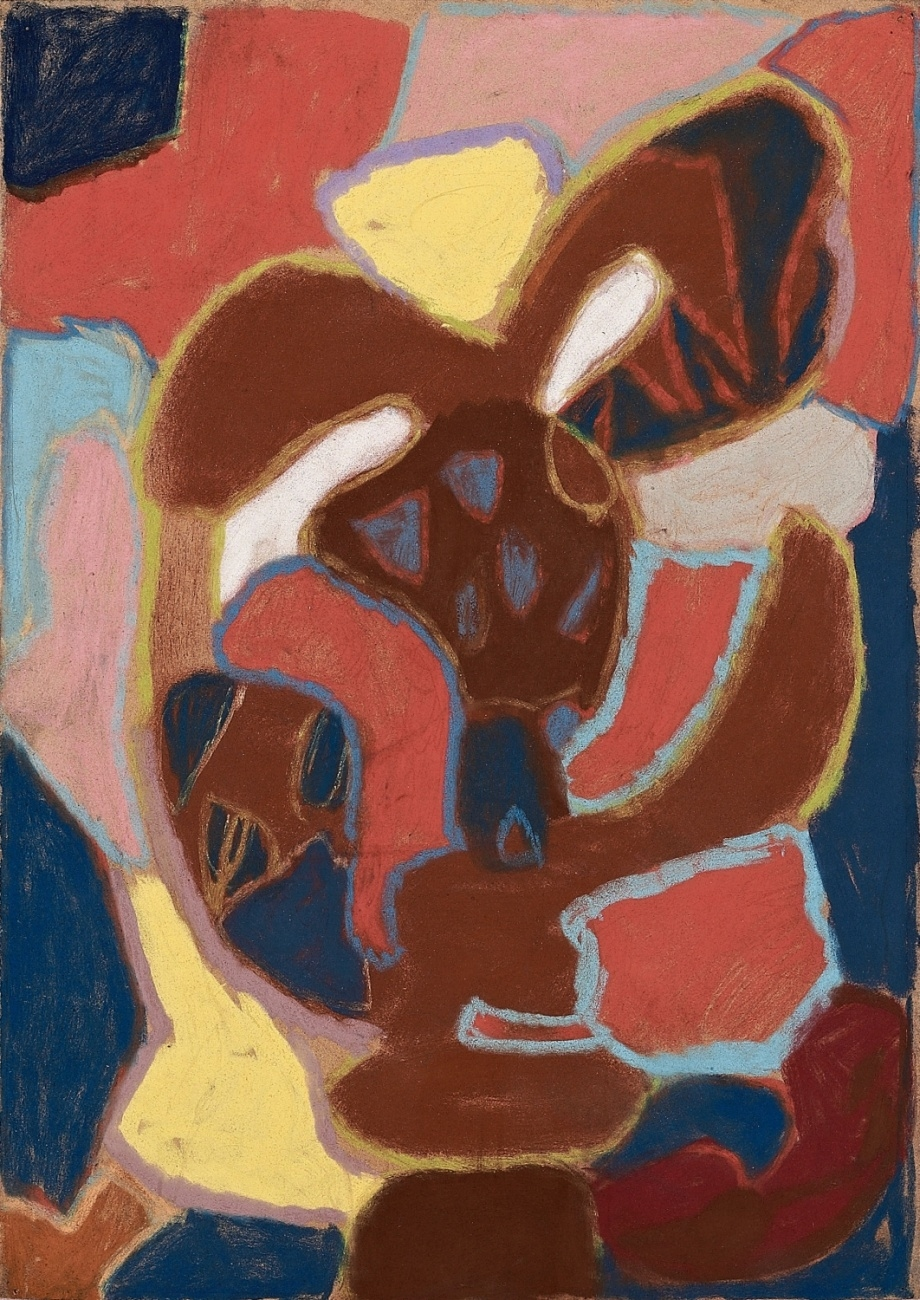
Compoziție
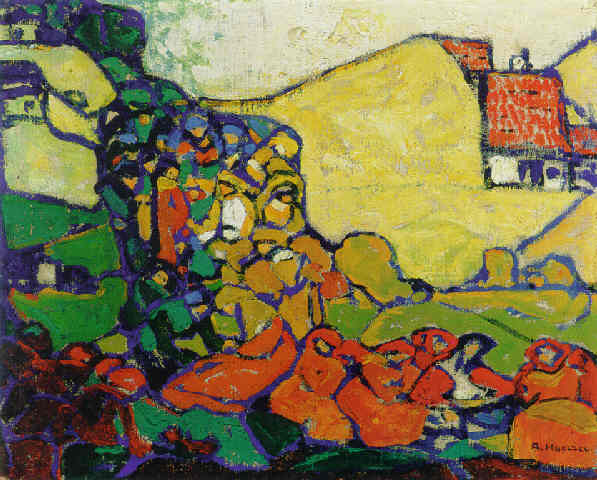
Călătorie
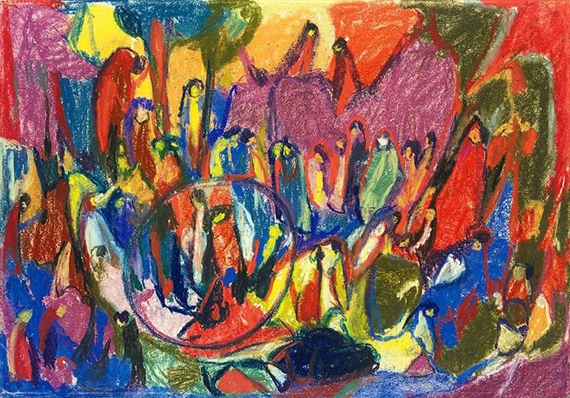
Siluete într-un peisaj
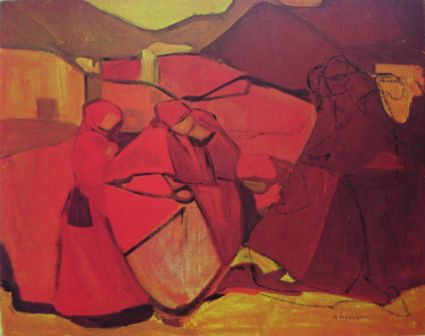
Compoziție în roșu
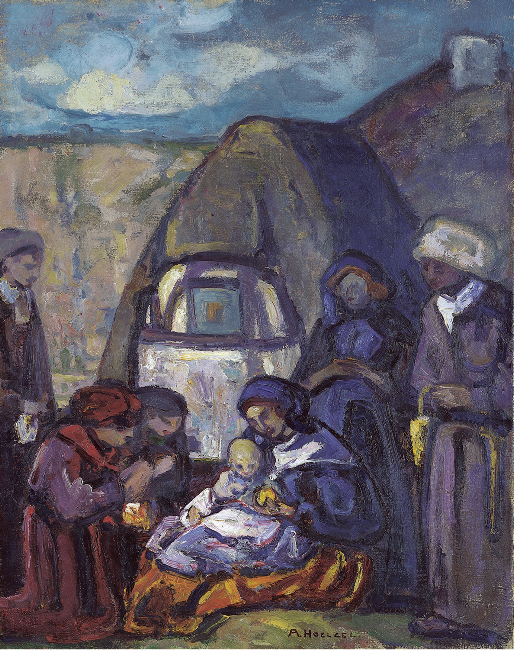
Adorație